# Gottstedt
Gottstedt ist ein Ortsteil der Thüringer Landeshauptstadt Erfurt.

## Geografie
Gottstedt liegt etwa sieben Kilometer westlich der Erfurter Innenstadt. Am Südrand des Dorfes fließt die Nesse vorbei, von ihrem Quellgebiet in Bindersleben nach Ermstedt, weshalb es bereits zum Einzugsgebiet der Weser und nicht der Elbe, wie die Erfurter Innenstadt, gehört. Die Gemarkung wird vom Thüringer Becken eingenommen und ist flach, waldfrei und landwirtschaftlich genutzt. Nachbardörfer sind Alach im Norden, Bindersleben im Osten, Frienstedt im Süden und Ermstedt im Westen.

## Geschichte

Karte von Gottstedt (1843)

Gottstedt wurde am 1. September 1104 erstmals urkundlich als Gotenstete in einer Urkunde des Mainzer Erzbischofs Ruthard erwähnt. Hierin wird die Übergabe der Dorfkirche an das Erfurter Peterskloster bestätigt. Andere Namen des Ortes in Urkunden und Verzeichnissen waren Gothinstete, Godtstedt oder Gottinstedte. 1500 kaufte der Rat der Stadt Erfurt das Dorf für 600 Goldgulden von den in Finanznöten steckenden Petersmönchen, denen damals Abt Günther vorstand. Fortan gehörte das Dorf zu Erfurt und damit zu Kurmainz. 1815 wurde Gottstedt mit dem Amt Alach, wie die Stadt auch, preußisch und Teil des Landkreises Erfurt.
Im Zweiten Weltkrieg fielen bei Abwehrkämpfen gegen die anrückenden US-Truppen am 10. April 1945 zwischen dem Dorf und dem Flugplatz Bindersleben fünf deutsche und zwei litauische Soldaten, denen auf dem Kirchhof ein Gedenkstein gesetzt wurde.
Am 1. Juli 1950 wurde Gottstedt ein Ortsteil der Gemeinde Ermstedt, mit der es am 1. April 1994 in der Landeshauptstadt Erfurt aufging.

### Einwohnerentwicklung
| Jahr      | 1843 | 1910 | 1939 | 1995 | 2000 | 2005 | 2010 | 2015 | 2020 |
| --------- | ---- | ---- | ---- | ---- | ---- | ---- | ---- | ---- | ---- |
| Einwohner | 114  | 131  | 119  | 177  | 225  | 228  | 225  | 211  | 213  |

## Dorfkirche St. Georg
Die kleine Dorfkirche im ursprünglichen romanischen Stil, als Wehrkirche erbaut 1170 bis 1180, ist der Mittelpunkt des Ortes. Als Filialdorf der Kirche von Alach war Gottstedt an das Peterskloster gebunden und nicht wie die Nachbarorte dem Landgrafen gehörig. Im späten 11. oder frühen 12. Jahrhundert wurde der Turm errichtet. Die kleinen, schlichten Würfelkapitelle an den doppelbogigen Fenstern weisen auf diese Entstehungszeit hin. Gotische Elemente des Kirchenschiffs lassen darauf schließen, dass dieses erst später angebaut wurde. Das auf quadratischem Grundriss stehende Kirchturmdach besitzt eine achteckige Kuppel mit einer Laterne, die von einem Turmknopf ohne Wetterfahne gekrönt wird. Der Dachaufbau wurde erst in der Barockzeit aufgesetzt. Die funktionierende Turmuhr wird noch mechanisch durch Gewichte betrieben, die täglich hochgezogen werden müssen. Die Mauern der Kirche sind aus Kalk- und Sandstein und entsprechend ihrem Alter stark verwittert. Ein überdachter hölzerner Treppenaufgang an der äußeren Nordwand des Kirchenschiffes führt in die Emporenetage. Hier fallen ein spätgotisches Fenster an der Südseite und der sehenswerte, ebenfalls spätgotische Flügelaltar (1490–1500) an der Ostwand ins Auge. Die Orgel gehört zu den ältesten im Umfeld von Erfurt.

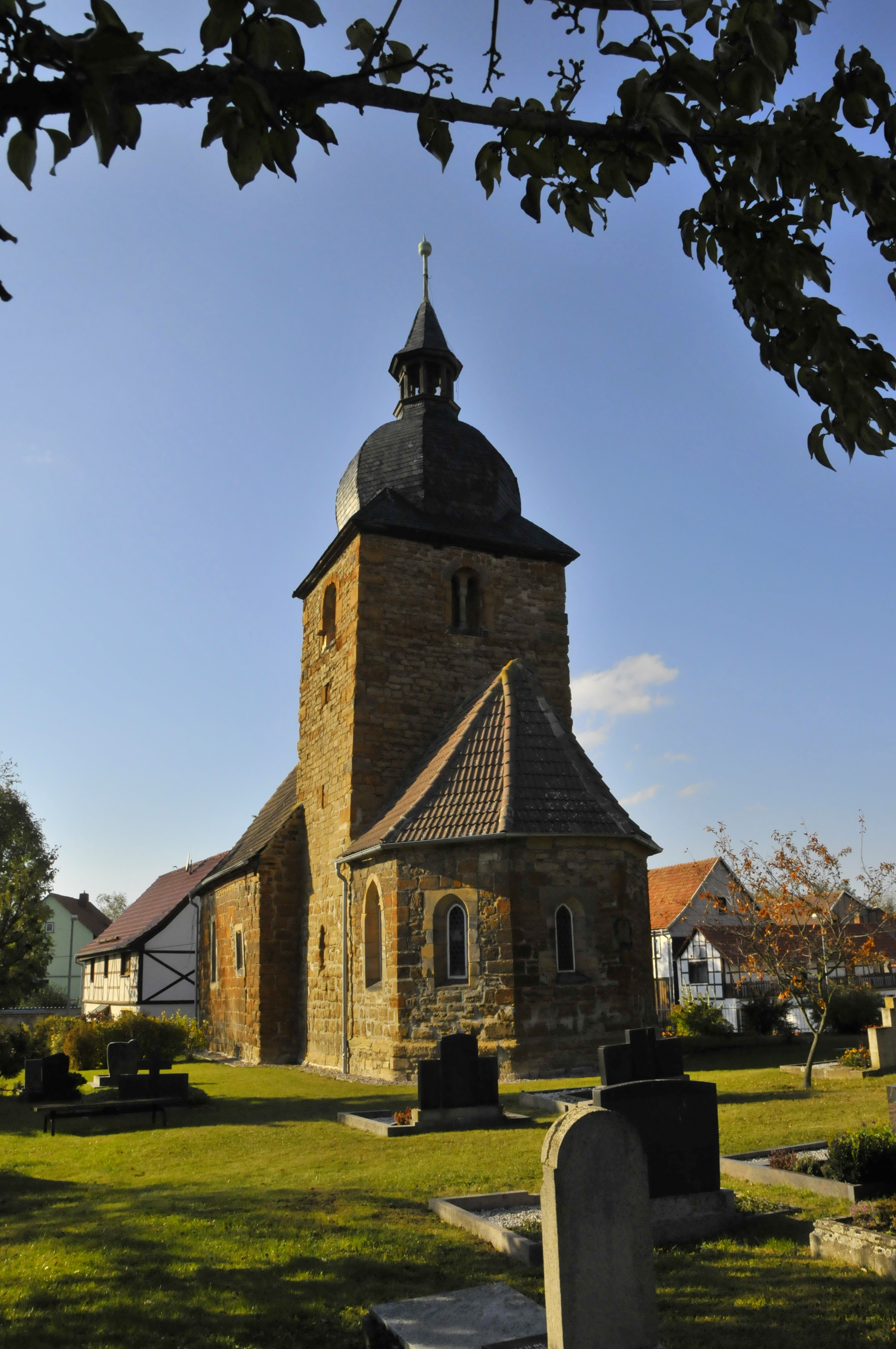
Kirche, Ostseite
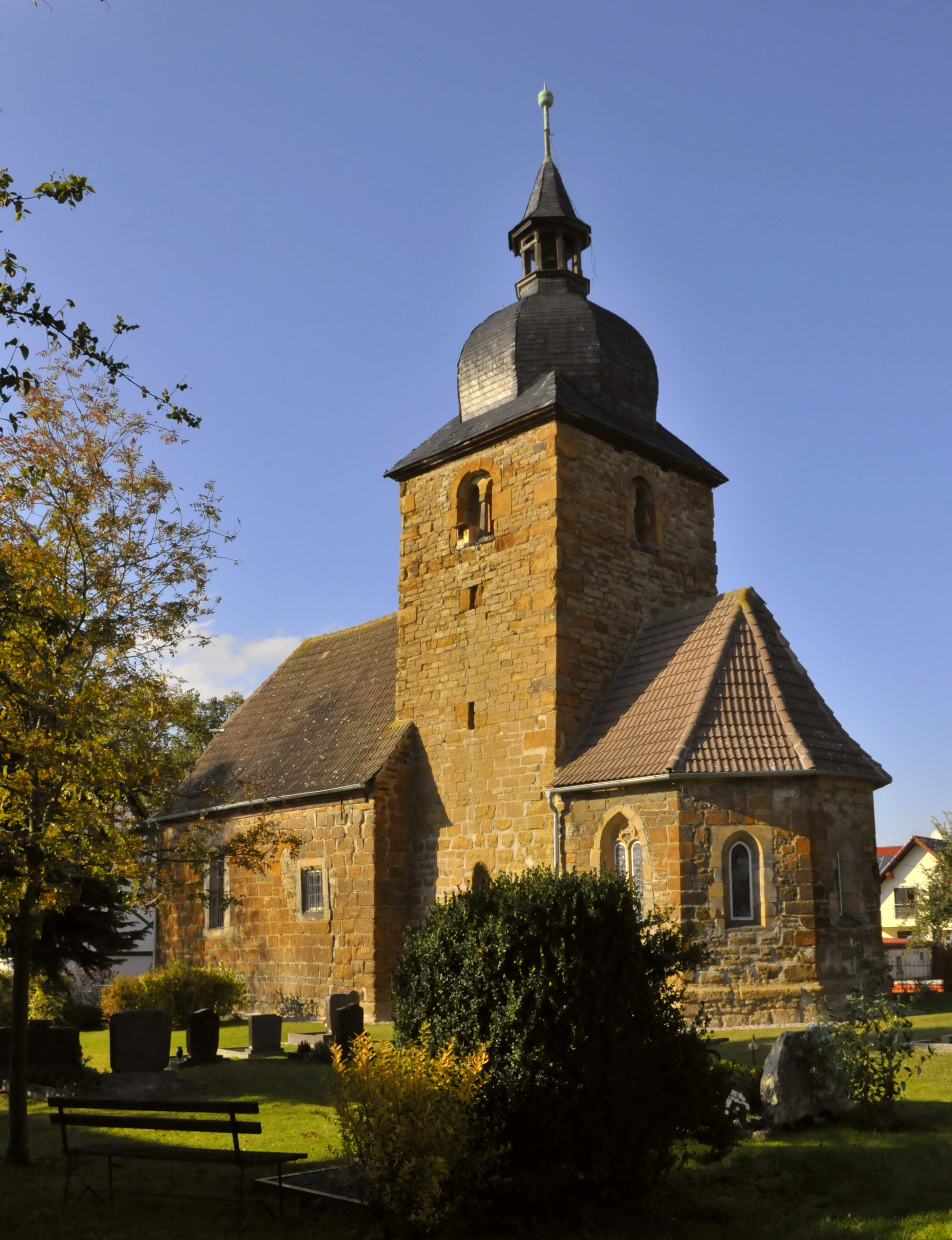
Kirche, Südostseite
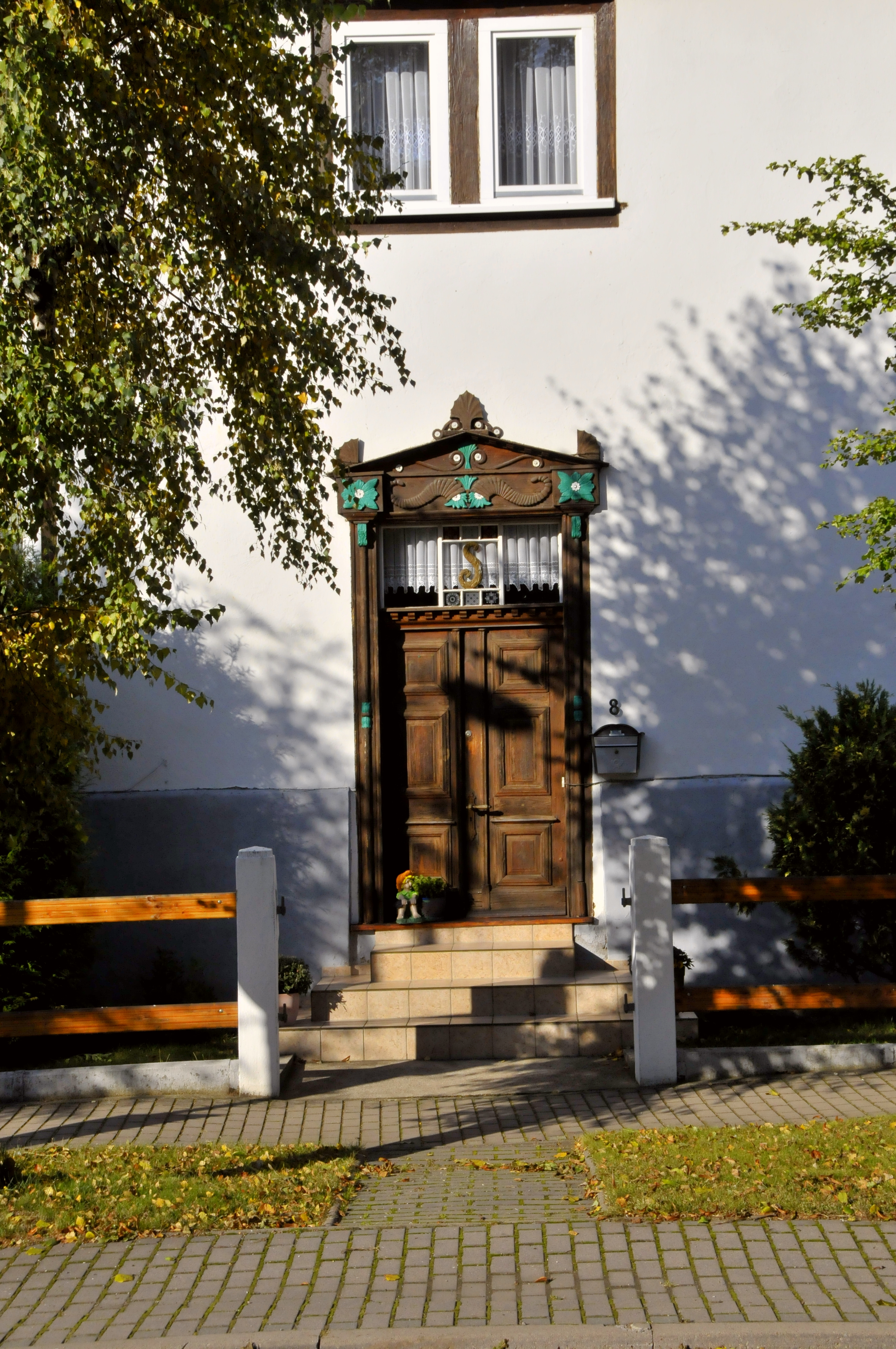
Eingang eines Hauses bei der Kirche
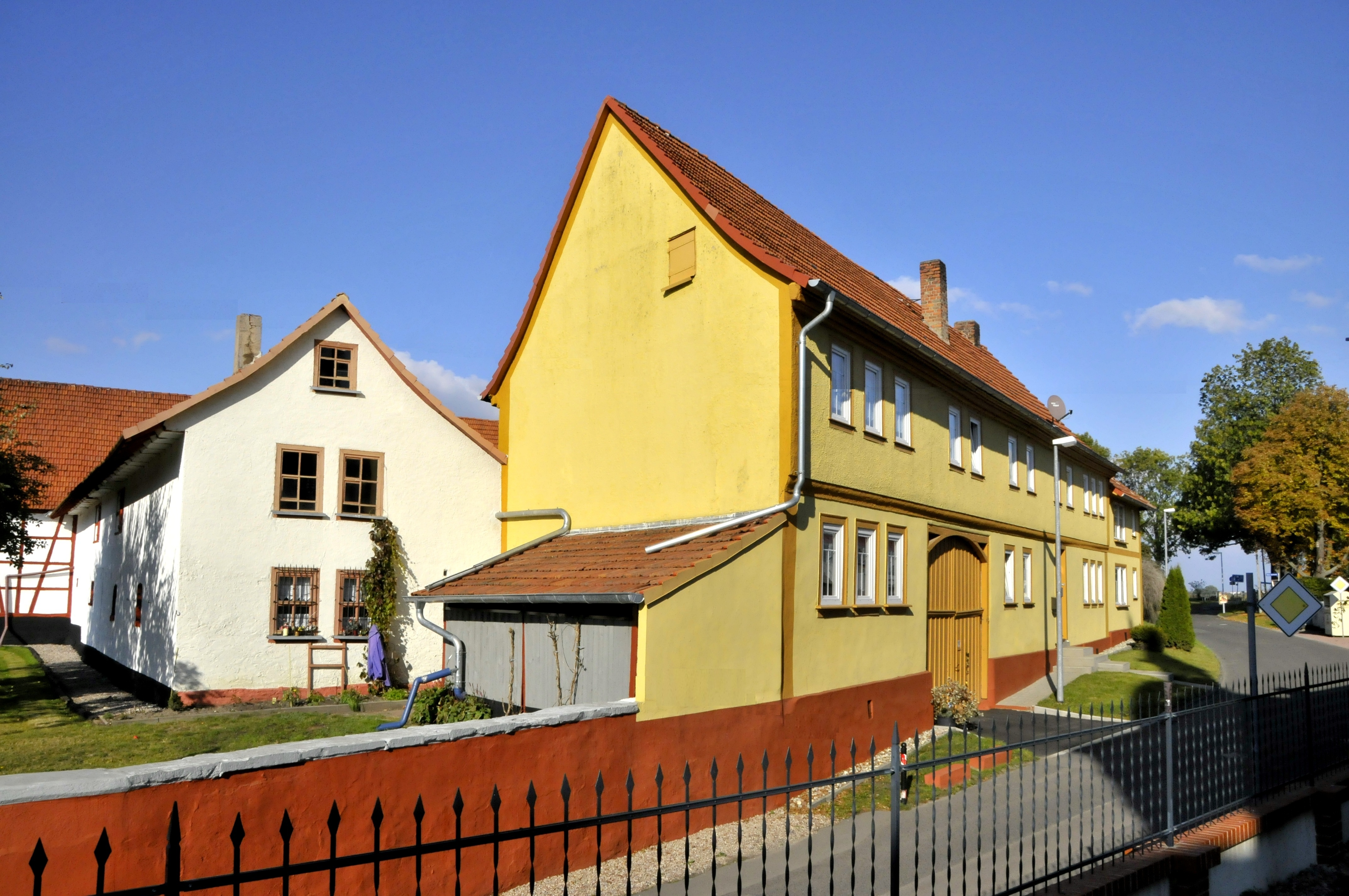
Straßenansicht

## Wirtschaft und Verkehr
Gottstedt ist ein Wohnort mit nur wenigen Gewerbebetrieben. Es gibt eine Firma für Heizungs-/Sanitärbau, einen Elektrobetrieb, ein Autohaus, einen Getränkegroß- und -einzelhandel sowie eine für Sicherheitstechnik. Die Neubausiedlung am östlichen Ortsrand wurde Anfang der 1990er Jahre errichtet und vorwiegend von Bürgern aus Erfurt angenommen. Hier wohnen so viele Einwohner wie im alten Dorf. Die nächsten Gewerbeansiedlungen finden sich am Flughafen Erfurt-Weimar in Bindersleben etwa drei Kilometer östlich.
Gottstedt ist über die Kreisstraße 14 mit Bindersleben und Ermstedt und über eine Landstraße mit Frienstedt an der Bundesstraße 7 verbunden. Östlich des Dorfs verläuft die Bundesautobahn 71 mit der Anschlussstelle Erfurt-Bindersleben.